# North Manly, New South Wales
North Manly este o suburbie în Sydney, Australia.